# K-mix RADIOKIDS
K-mix RADIOKIDS（ケイミックス・レディオキッズ）は、2013年4月から2023年3月まで静岡エフエム放送（K-mix）にて放送されていたラジオ番組である。
新静岡セノバ5階のサテライトスタジオ「view-st.Shizuoka"NOA"」から公開生放送。

## 概要
- 『K-MIX Radio the Boom!』の実質的な後継番組で、大半のコーナーを引き継ぎ、時間枠を拡大。
- 日替わりの「メッセージテーマ」を設定、リスナーからのメッセージを随時紹介する。
- 途中、17:50 - 18:00に『SUZUKI No.1 Factory』[3]（TOKYO FM制作）を内包。

## 出演者・スタッフ
パーソナリティ
- DJ Roni - 本番組を担当するにあたり、静岡県内へ転居。2014年3月まで、千葉で元から担当する深夜番組『MOZAIKU NIGHT』もあるのでその放送のある月曜と水曜のみ一旦千葉へ移動していた。

コーナー出演（うご★ラジ）
- 西連地あゆみ - Roniから「サイレンジャー」と呼ばれる。
- 小幡芙美[4] - Roniから「オバタン」と呼ばれる。

スタッフ
- ヌキチ[5] - ディレクター（月 - 水）
- レイニー川崎[6][7] - ディレクター（木曜）
- じゅんちゃん - AD

## タイムテーブル
2021年4月現在。時間は前後する。
- 15:08 - オープニング
- 15:20 - 
  - （月）
  - （火 - 木）うご★ラジ - 西連地あゆみ（火・木）、小幡芙美（水）
- 15:30 - 曲、メッセージ
  - （月）RADIOKIDS ミックスショー
- 15:50 -MEGA PUSH TRACK  (月 - 水)
- 16:00 - K-mix Traffic & Weather Information
- 16:05 - K-mix HEADLINE NEWS
- 16:08 - 曲、メッセージ
- 16:21 - Heart Beat TRAX
週替わりでアーティストがコメント出演。
- 16:30 - MEGA PUSH TRACK
- 16:32 - Roni’s SELECTION
Roni選曲の楽曲を紹介。
- 16:37 - K-mix Traffic Information
交通情報の後、日本道路交通情報センター職員とクロストーク。
- 16:43 - 曲、メッセージ
- 17:00 - K-mix Traffic & Weather Information
- 17:05 - アーティストのコメント出演、メッセージ、曲
- 17:10 - （水） 県政広報ラジオ「県庁ニュースふじのくに！」[8]
静岡県広報課提供。県職員が出演。
- 17:25 - 
  - （月）入居さんいらっしゃい
第一不動産[9][10]提供。
    - （第一週） - 出没!アノ街ッテ天国
毎回、静岡市を中心とした「あの町やこの町」の特徴・イイトコロを教えてもらいながら「その町に住むならこんな物件!」を第一不動産が厳選して紹介する。
    - （第二週） - クイズにこたえてバイ〜ンバイ〜ン
なぞなぞから不動産に関する問題まで3つ出題。全問正解で5000円分の商品券をプレゼント。ただし不正解なら没収される。
    - （第三週） - 第一サービス1・2・3！
毎月第一不動産のトラブル解決のエキスパート集団「第一サービス」が解決したトラブルを3つ厳選してランキングで紹介する。
    - （第四週） - 法律を教えてタモーレ525
不動産に関する疑問難問相談を第一不動産の不動産と法律のプロが答える。
    - （第五週） - 第一不動産 静岡ふれあい店歩き
静岡の美味しいアノ店コノ店はどの店にもオープンまでの物語があり、不動産屋さんとの出会いがあった。そこで、実際に仲介した第一不動産の案内のもと、静岡の素敵なお店を紹介する。

  - （火）人生十色 キラメ☆キリン
キリンビールマーケティング静岡支社提供。喜・怒・哀・楽に関するメッセージを募集、4人の判定員の共感が得られた1名にプレゼント。
  - （水）リザーブ・ミュージック
静岡県花キューピット加盟店提供。花のプレゼントコーナー。届けたい相手へのメッセージとリクエスト曲を募集。
  - （木）週刊セノバマガジン
新静岡セノバ提供。セノバのテナント店員が出演してその店のおすすめ商品を3つランキングで紹介。その後出演している店員が審査員となってリスナーが事前に決まったテーマに沿った川柳をRoniが紹介。1名に新静岡セノバのお買物券5000円分をプレゼント。
- 17:37 - K-mix Traffic Information
- 17:40 - MEGA PUSH TRACK (木)
- 17:45 - メッセージ
- 17:50 - SUZUKI No.1 Factory（TOKYO FM制作）[3]
- 18:00 - K-mix Traffic & Weather Information
- 18:07 - 曲、メッセージ
- 18:11 - （火）（木）ゲレンデインフォメーション（11月 - 2月）
岐阜県、長野県、山梨県のゲレンデ状況を言った後、ゲレンデpickupと題しRoniとpickupしているゲレンデの代表者と電話トークする。
- 18:20 - 曲、メッセージ
- 18:40 - （月）（火）（木）ダーツ当たりますように!
Roniがスタジオの中にあるダーツマシンにダーツを投げ、赤ゾーンが緑ゾーンどちらにあたるか事前に予想し当たった1名にリスナーの名前入りの「カップ・ラ・キャップ」（カップ麺の蓋）をプレゼント
- 18:51 - エンディング
ダーツ当たりますように!の当選者発表。